# بوب كارلتون
بوب كارلتون (بالإنجليزية: Bob Carleton)‏ هو عازف بيانو وملحن وكاتب أغاني أمريكي، ولد في 8 نوفمبر 1896، وتوفي في 13 يوليو 1956.

## وصلات خارجية
- بوب كارلتون على موقع IMDb (الإنجليزية)
- بوب كارلتون على موقع ميوزك برينز (الإنجليزية)
- بوب كارلتون على موقع أول ميوزيك (الإنجليزية)
- بوب كارلتون على موقع ديسكوغز (الإنجليزية)